# مشعل الموري
مشعل الموري لاعب سابق للهلال انتقل إلى الخليج.
لعب للمنتخب السعودي.
سجل الكثير من الأهداف.
أثر تأثيرا لنادي الخليج.
يلعب في مركز الوسط وأيضا هجوما في الأطراف (جناح).
لعب لأندية الهلال و الحزم و الخليج و الرياض و النهضة و الشعلة و الفيحاء

## روابط خارجية
- مشعل الموري على موقع قاعدة بيانات كرة القدم.إي يو (الإنجليزية)
- مشعل الموري على موقع Soccerway.com (الإنجليزية)
- مشعل الموري على موقع كووورة